# Karl Robert Perko

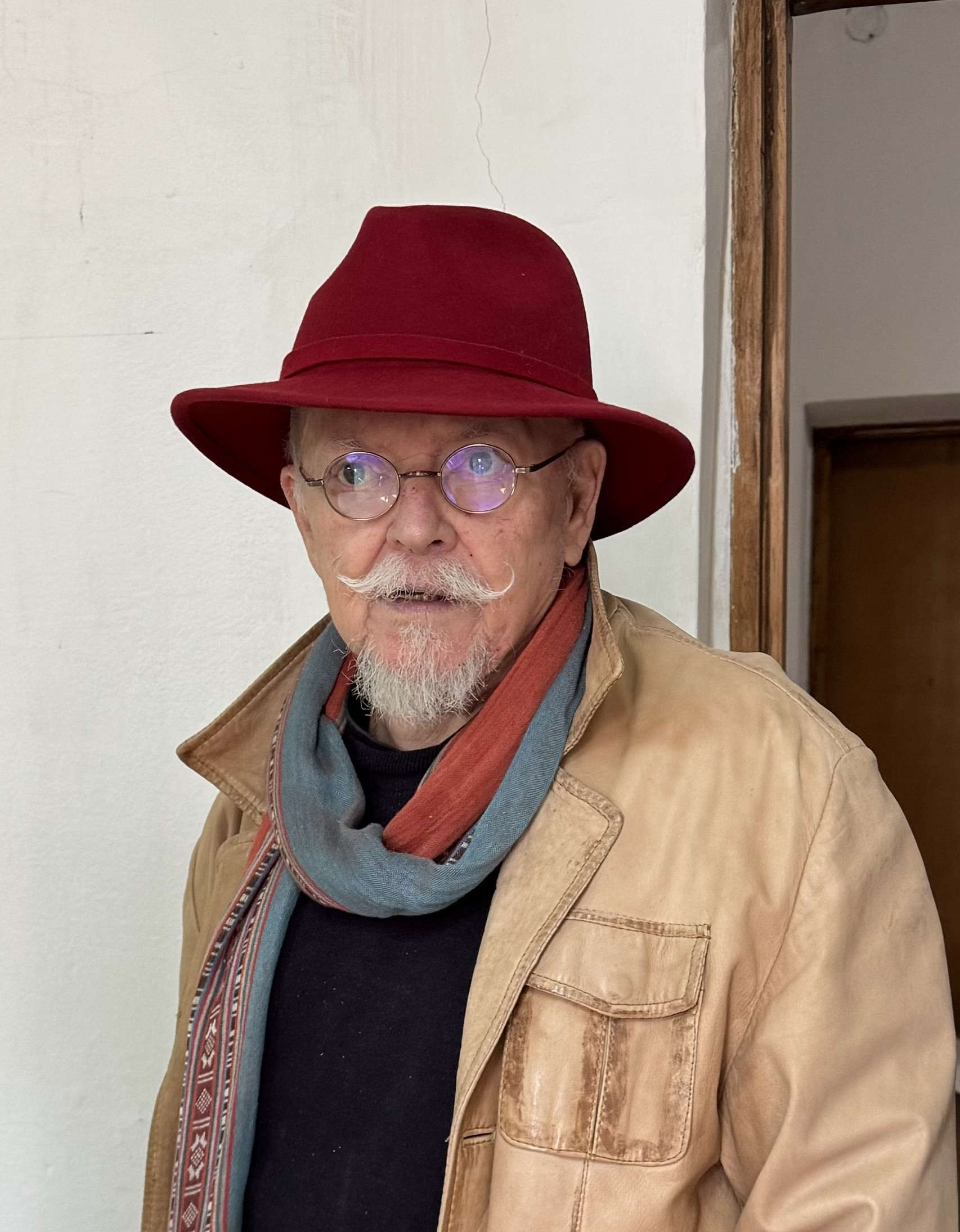
Karl Robert Perko (2024)

Karl Robert Perko (* 25. Juni 1944 in Neu-Arad, Königreich Rumänien; † 29. Januar 2025 in Kaiserslautern) war ein rumäniendeutscher Kunstmaler und Graphiker.

## Leben
Perko wurde in Neu-Arad geboren. Auf Wunsch seines Vaters sollte er nach dem Gymnasium  Medizin in Bukarest studieren. Er studierte jedoch an der Marineakademie in Constanța mit Abschluss als Marineoffizier. 1981 nach Abschluss wurde er jedoch entlassen, da seine Eltern nach Deutschland ausgewandert waren. Er arbeitete danach im Tourismus-Bereich als Maler. Hier entwickelte er als Spezialität die Marinemalerei. 1990 wanderte er nach Deutschland aus und arbeitete als Marineoffizier.
Perko kehrte nach 2000 nach Rumänien zurück. In Mangalia am Schwarzen Meer fand er ein zu Hause. Im Ort hatte er ein eigenes Atelier am Strand. Er malte auch weiterhin, förderte aber auch talentierte Kinder und Jugendliche und wirkte auch beim Deutschen Forum in Constanța mit.
Im Jahre 2020 wurde ihm der Titel eines Ehrenbürgers der Stadt Mangalia verliehen.

## Werke
Im Laufe seines Lebens schuf Perko über 10.000 Werke. Er hatte 210 Ausstellungen in aller Welt, in Deutschland, Los Angeles, Oslo, Paris und anderen Orten.